# Кристиан Гюнтер I (граф Шварцбург-Зондерсгаузена)
Кристиан Гюнтер I Шварцбург-Зондерсгаузенский (нем. Christian Günther I. von Schwarzburg-Sondershausen; 11 мая 1578, Зондерсхаузен — 25 ноября 1642, Арнштадт) — правящий граф Шварцбург-Зондерсгаузена.

## Биография
Граф Кристиан Гюнтер I — младший сын графа Иоганна Гюнтера I Шварцбург-Зондерсгаузенского (1532—1586) и его супруги графини Анны (1539—1579), дочери графа Антона I Ольденбургского.
Когда умер отец Иоганн Гюнтер, Кристиан Гюнтер и его старшие братья ещё не достигли совершеннолетия и поначалу находились под опекой графа Иоганна VII Ольденбургского и графа Антона II Ольденбургского (1550—1619), а затем правили совместно. В 1593 году по династическому договору 1433 года им причиталось графство Гонштейн, но после длительных разногласий им досталась лишь его небольшая часть.
В Тридцатилетнюю войну графство, в особенности Арнштадт и его окрестности, жестоко пострадали от размещавшихся войск. Братья-правители стремились улучшить положение на своих землях и смягчить ужасы войны. В Зондерсгаузене братья возвели северный корпус дворца-резиденции.

## Потомки
Граф Кристиан Гюнтер I в 1612 году женился на Анне Сибилле (1584—1623), дочери графа Альбрехта VII Шварцбург-Рудольштадтского. У супругов родились:
- Анна Юлиана (1613—1652)
- Иоганн Гюнтер III (1615—1616)
- Кристиан Гюнтер II (1616—1666)
- Екатерина Елизавета (1617—1701), замужем за Генрихом II Рейсс-Герским
- Элеонора София (1618—1631)
- Антон Гюнтер I (1620—1666), граф Шварцбург-Зондерсгаузена
- Людвиг Гюнтер II (1621—1681), граф Шварцбург-Зондерсгаузен-Эбелебена
- София Елизавета (1622—1677)
- Клара Сабина (1623—1654)